# Tales from the Thousand Lakes
Tales from the Thousand Lakes é o segundo álbum da banda finlandesa Amorphis, lançado em 1994,  considerado por muitos como o melhor, onde o vocal limpo e o estilo death/doom metal  está  bem demarcado. Destaques para as faixas "Into Hiding", "Black Winter Day", "Drowned Maid" e "Forgotten Sunrise".

## Faixas
| N.º            | Título              | Letras         | Música                                   | Duração |  |
| 1.             | "Thousand Lakes"    | (instrumental) | Mårtenson                                | 2:03    |  |
| 2.             | "Into Hiding"       | tradicional    | Holopainen, Laine                        | 3:42    |  |
| 3.             | "The Castaway"      | tradicional    | Koivusaari, Holopainen, Laine, Mårtenson | 5:30    |  |
| 4.             | "First Doom"        | Holopainen     | Holopainen                               | 3:49    |  |
| 5.             | "Black Winter Day"  | tradicional    | Mårtenson                                | 3:48    |  |
| 6.             | "Drowned Maid"      | tradicional    | Koivusaari, Holopainen, Laine            | 4:23    |  |
| 7.             | "In the Beginning"  | tradicional    | Holopainen, Laine                        | 3:34    |  |
| 8.             | "Forgotten Sunrise" | Holopainen     | Holopainen                               | 4:50    |  |
| 9.             | "To Father's Cabin" | tradicional    | Holopainen, Laine                        | 3:47    |  |
| 10.            | "Magic and Mayhem"  | tradicional    | Holopainen                               | 4:27    |  |
| Duração total: | Duração total:      | Duração total: | Duração total:                           | 39:53   |  |

## Créditos
- Tomi Koivusaari – vocal, guitarra base
- Esa Holopainen – guitarra solo
- Olli-Pekka Laine – baixo
- Jan Rechberger – bateria
- Kasper Mårtenson – teclado